# Cayo Noreste (Islas Spratly)
La isla Parola o Cayo Nordeste (tagalo: Parola; inglés: Northeast Cay; chino: 岛 子 北, pinyin: Dao Beizi; vietnamita: Đảo Song Tử Đông) es la quinta isla más grande del archipiélago Spratly y la tercera más grande entre las islas Spratly ocupadas por los Filipinos. Su superficie es de 12,7 hectáreas. Esta a sólo 1,75 millas (2,82 km) al norte de isla Pugad (ocupada por Vietnam) desde la cual puede ser visto en el horizonte. Se encuentra a 28 millas (45 km) al noroeste de la isla Thitu también ocupada por las Filipinas. Esta isla es administrada por el gobierno de las Filipinas, como parte de Kalayaan, Palawan. Parola es la palabra en tagalo (en una adaptación del idioma español) para referirse a un faro.

## Medio ambiente
Algunos de los afloramientos de Parola son visibles en su lado occidental. Tiene alta salinidad proveniente de las aguas subterráneas y la vegetación se limita a la que se encuentra en las playas. Los corales de la isla fueron destruidos en su mayoría por el uso desenfrenado de la pesca con el método de dinamita y cianuro  empleado por los barcos de pesca no filipinos en el pasado. Está cubierto de hierba y árboles de grosor. Gran parte de la franja arrecifal está por encima del agua durante la marea alta. Tuvo un faro en 1984. También cuenta con depósitos de guano.

## Ocupación por parte de Filipinas
Esta isla es reclamada por China, Taiwán y Vietnam, pero es Filipinas la que la ocupa actualmente. Varios soldados filipinos están estacionados en ella desde 1968, cuando las Filipinas ocuparon esta isla. Hay sólo un par de estructuras en la isla que sirven como refugios de los soldados.
La isla Parola  se puede considerar como la segunda prioridad superior de Filipinas en cuanto a la protección, después de Pagasa, ya que está muy cerca de la isla Pugad ocupada por los vietnamitas. Isla que también fue ocupada por Filipinas en el pasado, pero que fue invadida con éxito por Vietnam del Sur en 1975 durante una fiesta celebrada por el oficial al mando de Filipinas en Parola.  Pocos meses después, la recién formada Vietnam unificada se hizo cargo en una escaramuza con los vietnamitas del Sur. Algunos de los vietnamitas del sur que habían tomado la isla a las Filipinas huyeron de Pugad  y nadaron hasta la isla Parola en busca de refugio.